# Ivano-Sliusarióvskoye
Ivano-Sliusarióvskoye (del ruso: Ивано-Слюсаревское) es un seló del raión de Kushchóvskaya del krai de Krasnodar, en Rusia. Está situado en las llanuras de Kubán-Priazov, a orillas de un pequeño arroyo tributario por la izquierda del Elbuzd, afluente del Kagalnik, 14 km al nordeste de Kushchóvskaya y 189 km al norte de Krasnodar, la capital del krai. Tenía 510 habitantes en 2010
Pertenece al municipio Razdolnenskoye.